# Roslyn (Washington)
Roslyn je grad u američkoj saveznoj državi Washington. Prema popisu stanovništva iz 2010. u njemu je živjelo 893 stanovnika.